# Temple de Portunus
Vous lisez un « bon article » labellisé en 2019.
Le temple de Portunus est un petit temple antique situé à Rome, en Italie.
Cet édifice de style ionique et de dimensions modestes se trouve, dans l'Antiquité, sur le forum Boarium, non loin du Tibre. À l'ère moderne, il est situé dans la partie nord de la piazza della Bocca della Verità, intégré à un jardin public où se trouve également le temple d'Hercule Olivarius.
Après de nombreuses hésitations sur sa dédicace, il apparaît acquis au XXIe siècle que le temple est voué au culte de Portunus, dieu romain des ports. Il est en effet situé à proximité du portus Tiberinus, premier port fluvial de Rome, et des entrepôts que ce dernier desservait. Il est probablement édifié vers le IVe siècle av. J.-C. mais il est plusieurs fois restauré ou reconstruit, notamment vers 75 av. J.-C. ; c'est à cette date qu'il acquiert son aspect définitif. Il est désaffecté vers la fin de l'Empire romain et converti en église au Moyen Âge, ce qui le préserve de la destruction même si sa décoration connaît de profonds changements. À la Renaissance, il sert de modèle aux architectes qui veulent reproduire les structures antiques. C'est aux XXe et XXIe siècles que plusieurs campagnes de fouilles permettent de mieux comprendre son histoire et son architecture, et de le mettre en valeur dans son environnement.

## Localisation
- Emprise schématique du forum
- Muraille Servienne
- 2 : Temple de Portunus

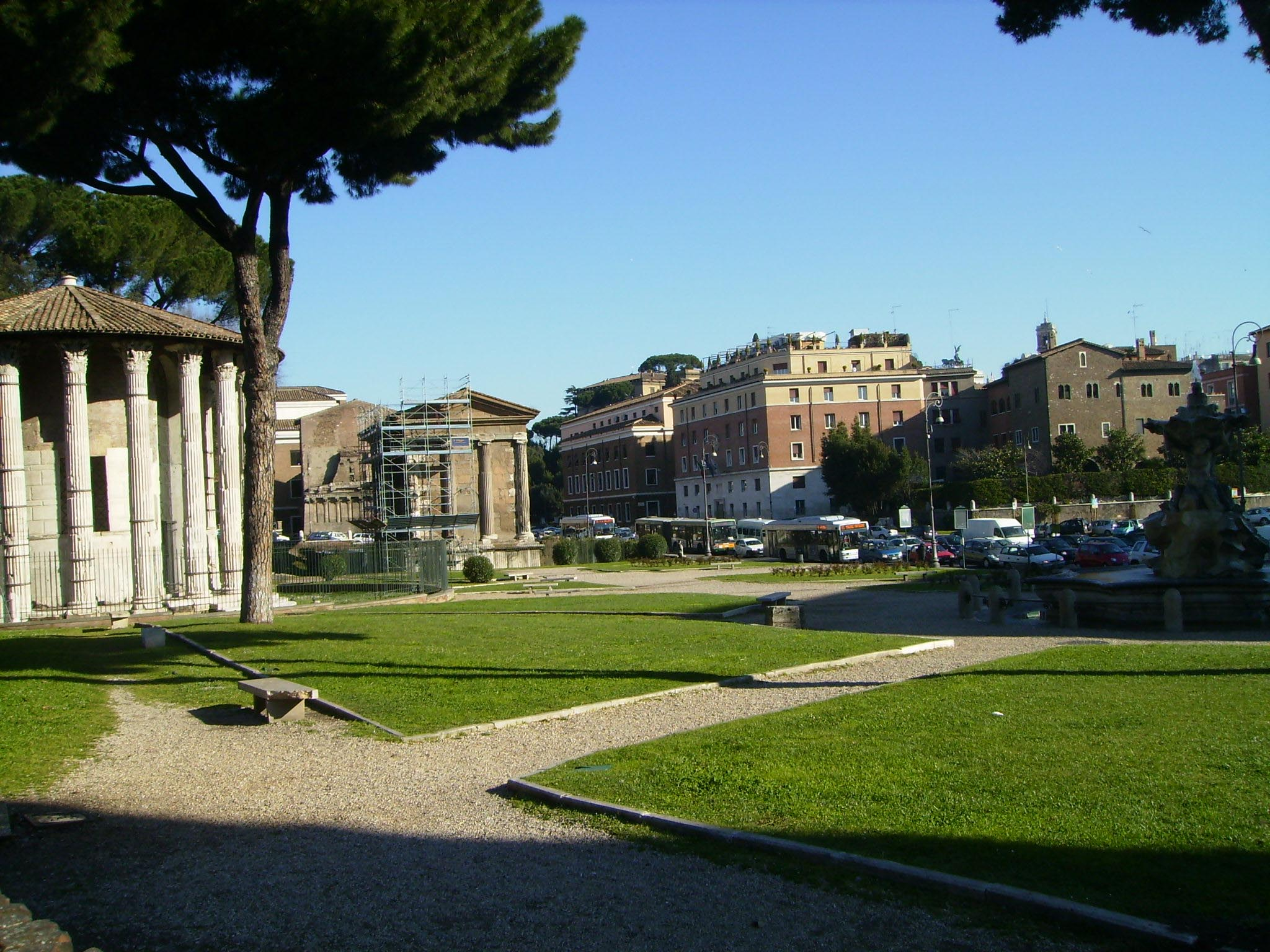
Vue générale du jardin public sur l'ancien site du forum Boarium. À gauche le temple d'Hercule Olivarius et en arrière-plan le temple de Portunus.

Le temple de Portunus dans le forum Boarium à l'époque impériale :
Emprise schématique du forum

Dans l'Antiquité, le temple est situé dans la partie nord du forum Boarium, à proximité des berges du Tibre et face aux entrepôts du portus Tiberinus, ce qui permettait de surveiller les barges de bœufs entrant dans la Ville. Il en est séparé par le Vicus Lucceius vers lequel se trouve son entrée. Cette voie débouche du pont Æmilius et franchit la muraille Servienne par la porte Flumentana, mais le tracé de cette enceinte dans sa traversée du forum Boarium est encore imprécis. Le temple est construit à l'approche du pont.
Dans la Rome moderne, le temple de Portunus occupe la partie nord de la Piazza della Bocca della Verità, au sein d'un jardin public aménagé dans les années 1930. La Via di Ponte Rotto, au nord du temple, reprend à cet endroit le tracé de l'antique Vicus Lucceius. Les aménagements urbanistiques successifs font que le temple est très encaissé par rapport aux deux voies modernes qui le longent, Lungotevere Aventino à l'ouest et Via Luigi Petroselli à l'est.

## Dédicace longtemps discutée

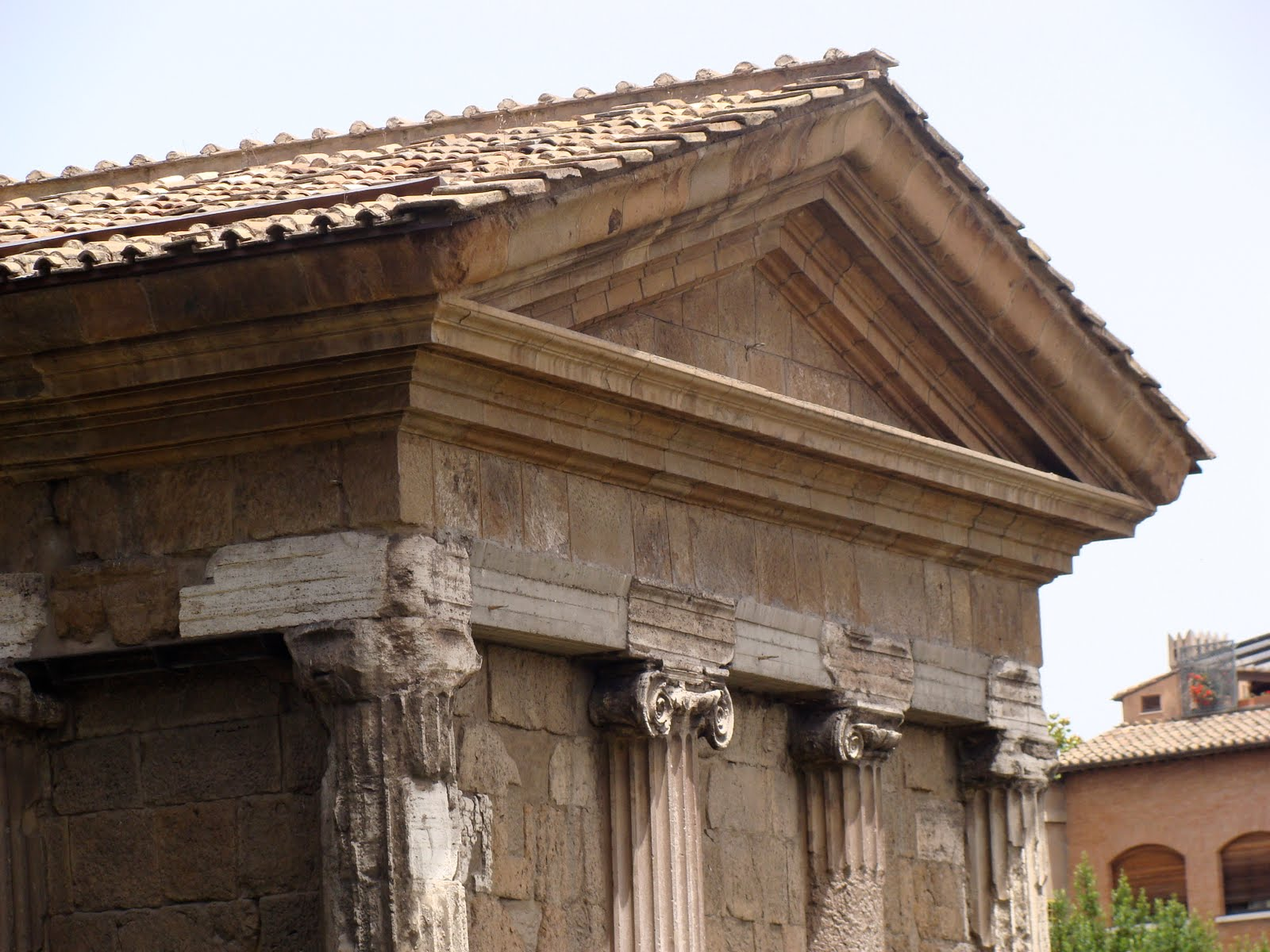
Temple de Portunus, Rome.

Le temple a été attribué par le passé à plusieurs divinités : « temple de la Fortune virile » au XVIe siècle pour les architectes de la Renaissance,,, « temple de la Pudeur » au XVIIe siècle, « temple de Mater Matuta » au XIXe siècle. Ces différentes attributions se sont révélées fausses, entre autres grâce à la découverte en 1937 dans l'aire de Sant'Omobono, au nord-est du temple de Portunus, d'un temple double dont les deux cellae sont dédiées d'une part à Fortuna — l'adjectif virilis n'apparaît dans aucune source et peut donc être abandonné — et à Mater Matuta.
Ce n'est qu'à partir de 1925 et des travaux de l'archéologue Giuseppe Marchetti Longhi que la dédicace du temple à Portunus est attestée. De plus, l'attribution de ce temple ionique à cette divinité n'a rien d'étonnant : Portunus est le dieu des fleuves et du port. Or, le forum Boarium abrite le premier port fluvial de Rome reliant la ville au port maritime d'Ostie et implanté au nord du temple dont seul le sépare le Vicus Lucceius. L'introduction du culte de Portunus à Rome serait d'ailleurs, selon Giuseppe Lugli (1946) cité par Amable Audin, consécutive à la prise d'Ostie au milieu du IVe siècle av. J.-C..
C'est le seul temple de Rome dédié à Portunus et l'attribution de la dédicace à cette divinité, que soutient déjà l'écrivain Varron au Ier siècle av. J.-C., est presque unanimement reconnue au XXIe siècle,.

## Histoire

### Antiquité

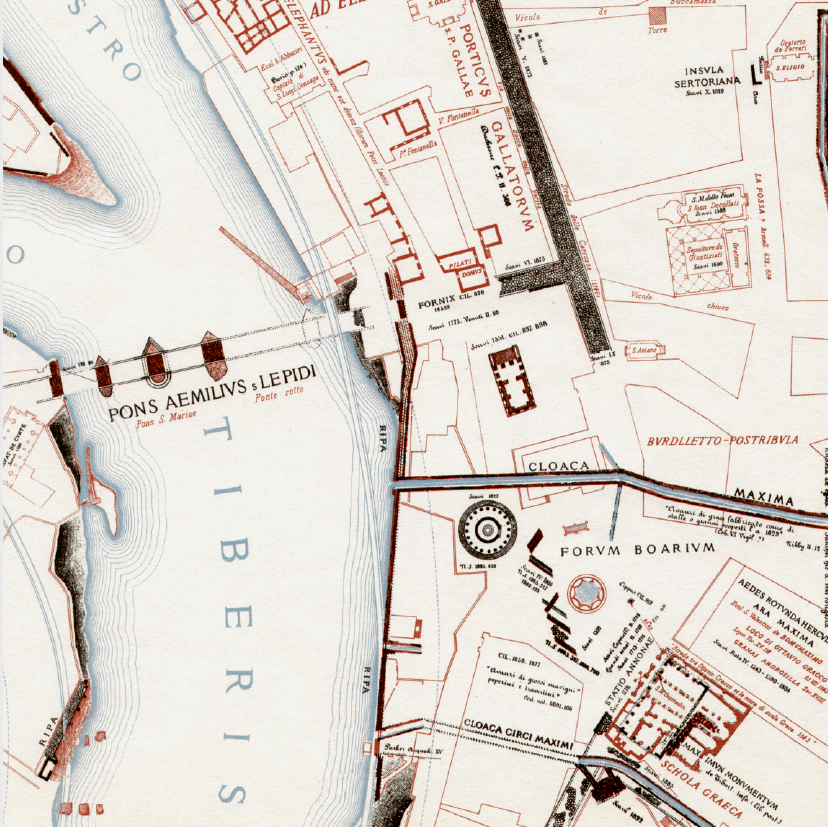
Le forum Boarium et le temple de Portunus au centre.

Un premier temple est sans doute construit au IVe ou au IIIe siècle av. J.-C., peut-être sous le règne de Servius Tullius.
Vers le IIe siècle av. J.-C., les berges du Tibre au niveau du temple sont massivement remblayées à un mètre au-dessous du niveau du podium du temple archaïque qui reste peut-être en service. C'est également l'époque où le pont Æmilius est construit et où le portus Tiberinus et ses entrepôts sont entièrement réaménagés. C'est sur le podium du premier sanctuaire, faisant désormais office de nouvelles fondations, que le temple est entièrement reconstruit vers 75 av. J.-C.. La date de cette reconstruction peut être établie grâce à la datation de l'un des tessons de céramiques retrouvés lors de fouilles dans le sol de la cella,. Il prend alors place sur un nouveau podium, à plus de cinq mètres au-dessus du niveau de la précédente construction dont seuls demeurent l'ancien podium et un départ d'arches qui le prolongeaient vers le nord et qui supportaient la chaussée d'accès. Il est probablement entouré d'un péribole dont les vestiges subsistent à l'est du temple.

### Moyen Âge
Le temple de Portunus, après son abandon comme lieu de culte païen, probablement au IVe siècle, réapparaît dans les sources écrites sous la forme d’une église dédiée à la Vierge en 872 dans laquelle un Romain fait peindre des fresques ; certaines de ces fresques sont encore visibles aujourd'hui à l'intérieur de la cella. L'histoire du temple dans cet intervalle est inconnue. Il est possible que, divisé en deux dans le sens de la hauteur par un plancher, il ait accueilli une activité commerciale ou ait servi d'habitation.
Il faut attendre trois siècles et demi pour trouver une mention claire de l’église sous le nom de Santa Maria in Gradellis. Ce nom provient, selon les hypothèses, des escaliers du temple ou de ceux tout proches qui descendent vers le Tibre. L’église change à nouveau de nom et devient Santa Maria Egiziaca (« Sainte-Marie l’Égyptienne »), dénomination attestée en 1492 dans le catalogue des églises de Rome,. C'est pendant cette période que le pronaos est muré et que des fenêtres sont aménagées dans les parois latérales de la cella, dont les murs sont intérieurement décorés de fresques.

### Époques moderne et contemporaine
| - Alò Giovannoli (ca. 1615). - Giovanni Battista Piranesi (ca. 1750). |

Une gravure de 1570 exécutée par le peintre flamand Matthijs Bril, alors que l'église vient d'être cédée à une communauté monastique arménienne, montre l'édifice en mauvais état, son porche muré par des briques, ses décors endommagés et son podium enseveli sous des remblais. Des travaux sont alors entrepris, qui durent au moins de 1571 à 1584 ; ils concernent aussi bien l'aspect extérieur (percement de baies) que l'aménagement intérieur (autels, peintures).
L'édifice est restauré à plusieurs reprises jusqu'en 1723. Des bâtiments sont alors construits en appui sur la face est du temple et un campanile, auparavant édifié sur cette face orientale et dessiné vers 1615 par Alò Giovannoli, est reporté sur la face ouest, ce qui apparaît sur un dessin réalisé vers 1750 par Giovanni Battista Piranesi.
Dès le début du XIXe siècle, l'église ne présente plus d'intérêt comme lieu de culte ; elle est peu à peu dégagée de son environnement.
La sauvegarde de cet édifice est en grande partie due à sa transformation en église, même si cette transformation s'est accompagnée d'un réaménagement complet de l'intérieur de la cella et de la destruction d'une partie de la frise qui courait sous la toiture du temple. En outre, son bon état de conservation fait qu'à partir de la Renaissance, des architectes en visite à Rome l'observent et en diffusent le modèle dans le monde.
Sous le nom de « tempio della Fortuna Virile », le temple de Portunus est inscrit dans la liste des monuments nationaux italiens publiée en 1902. L'isolement du monument dans la configuration moderne du site est dû à la destruction, dans les années 1930, de tous les bâtiments conventuels qui environnaient le temple, de manière à supprimer toute trace extérieure de sa transformation en église,.

## Description
Le monument est décrit dans sa configuration consécutive à la reconstruction en 80-70 av. J.-C., telle que les éléments en place et les études historiques et archéologiques permettent de la restituer.

### Caractéristiques générales
- (1) : Pronaos
- (2) : Cella
- (3) : Fronton
- (4) : Escalier
- (5) : Podium

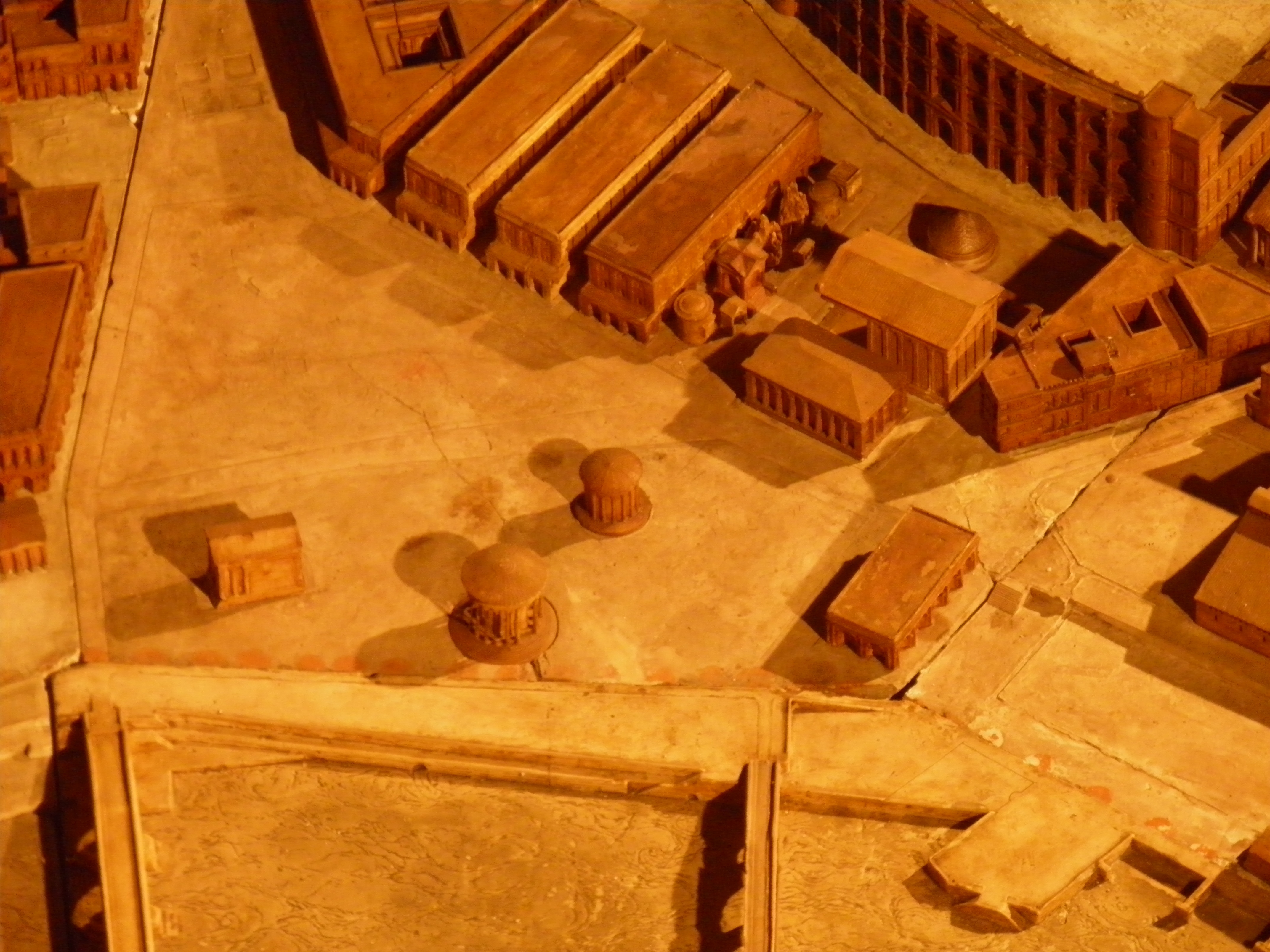
Le temple de Portunus, à gauche sur le Plan de Rome.

Plan schématique du temple.

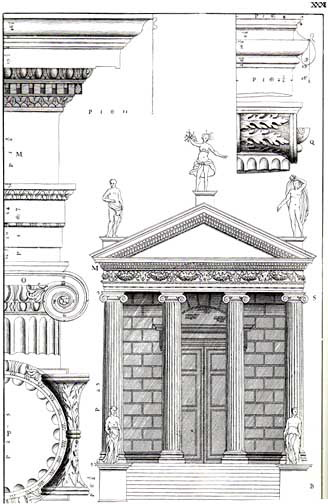
Dessin de Palladio (1738) montrant le détail de la frise.

Temple en 3D :

Il s'agit d'un temple rectangulaire de forme pseudopériptérale, de style ionique et de petite taille (20 m sur 12 m pour une hauteur d'un peu plus de 12 m) érigé sur un podium. Sa façade est tétrastyle et il compte sept colonnes sur les façades latérales. La représentation qui en est faite par Paul Bigot est erronée à cet égard. Sa forme générale s'inspire du temple de Saturne. Le diamètre des colonnes est de 0,85 m pour une hauteur de 8,20 m et leur entraxe est d'environ 3 m, un peu moins sur les grands côtés du temple, un peu plus sur les façades nord et sud. Son grand axe est parallèle au Tibre mais un dessin de 1962 reprenant un plan de 1551 le montre, abusivement, perpendiculaire au fleuve.
L'architecture du temple respecte presque parfaitement les préconisations de Vitruve relatives aux monuments ioniques et énoncées dans De Architectura. L'influence des architectes grecs arrivant à Rome est également très présente sur l'édifice. Cette influence atteint son apogée au IIe siècle av. J.-C. pour l'ordre ionique et devient de plus importante pour les constructions romaines utilisant un plan d'origine étrusque.
Les chapiteaux qui couronnent les colonnes sont décorés de volutes qui sont, pour certaines, dans un parfait état de conservation. La frise en stuc qui court sous la toiture comporte, dans son état initial, des bucrânes, des putti et des candélabres reliés par des guirlandes de feuilles de laurier ; elle est reproduite en 1641 par Giacomo Lauro dans Antiquae Urbis splendor puis par Andrea Palladio en 1738 mais en 1510, Sangallo le Jeune semble être le premier à reproduire le motif exact de la frise en stuc, dont les vestiges sont encore assez nombreux ; sa restitution du temple est toutefois erronée sur d'autres points. L'état de conservation du monument reste stable jusqu'au XVIIIe siècle, période à partir de laquelle la dégradation devient rapide, aboutissant à la destruction totale de la frise à certains endroits. Cet élément de décor a fait l'objet, là où c'était possible, de multiples restaurations aux XIXe et XXe siècles.
Le temple est construit avant que le marbre ne soit massivement utilisé pour l'édification de bâtiments à Rome, il est donc constitué de travertin pour le parement du podium, la crépis — dont le stylobate — et les parties qui supportent le plus de poids (les colonnes d’angle de la cella et les colonnes du porche). Il est également fait de tuf de l’Aniene, essentiellement pour les structures moins portantes comme les murs de la cella. Le béton romain ou opus caementicium est aussi utilisé, notamment pour l’intérieur du podium. Les cannelures des colonnes et les décors architectoniques sont en stuc imitant le marbre, peut-être pour tenter d’harmoniser l’aspect du monument avec le temple d'Hercule Olivarius tout proche et réellement plaqué de marbre. Les restaurateurs du XXe siècle ont utilisé le béton, parfois sans aucun souci de camouflage comme sur la façade sud, la brique pour l'escalier de façade et le stuc pour la restauration des cannelures des colonnes.
En plus de vingt siècles, la structure de l'édifice n'a guère évolué, à l'exception de certaines colonnes supportant le fronton, de l'ouverture de quelques baies dans les murs de la cella et de l'ajout de fresques.

### Podium

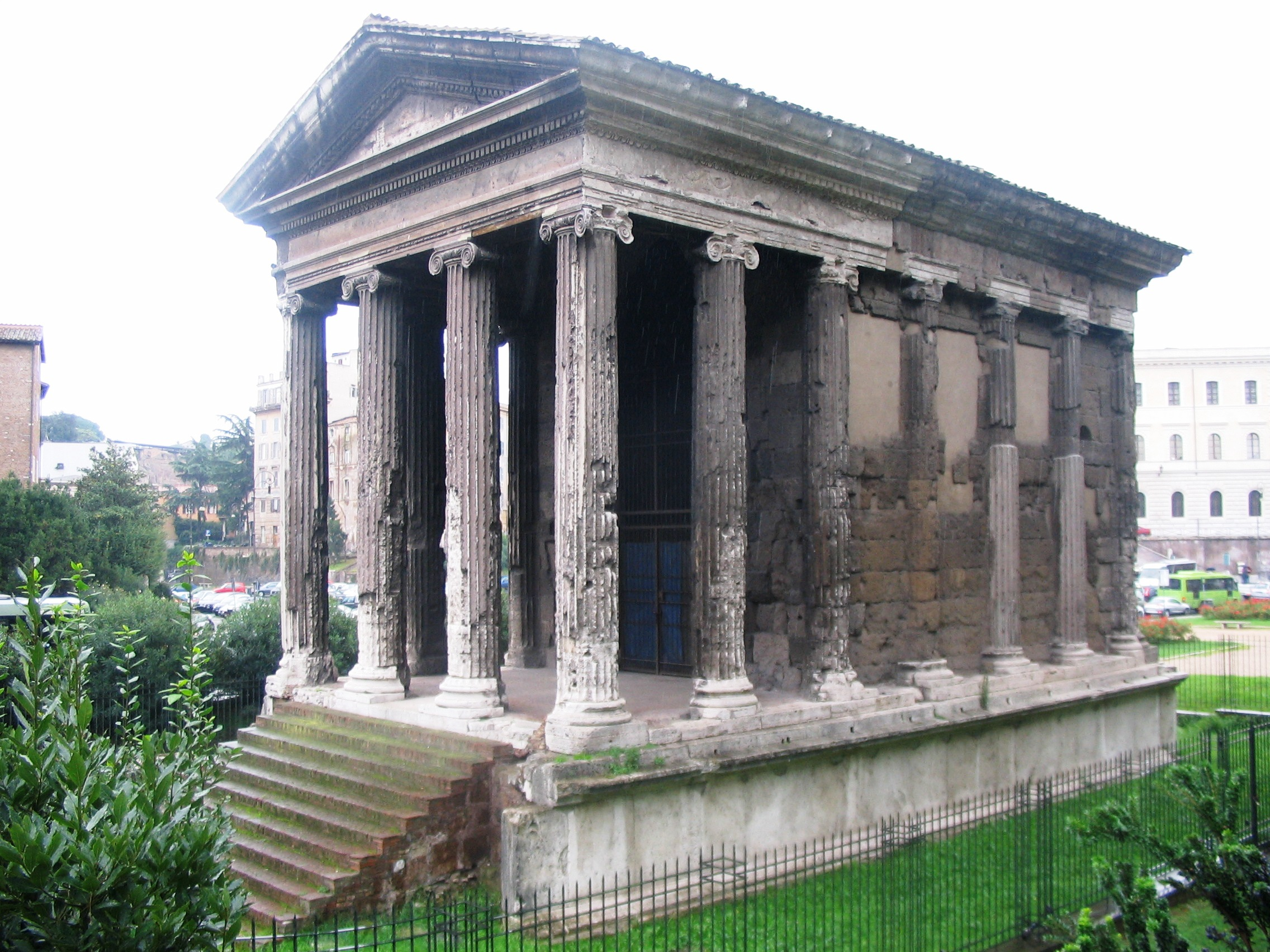
Le podium, à la base du temple côté est.

Le podium est large de 10,50 mètres pour une longueur de 19 mètres, les colonnes ont, elles, un diamètre de 0,90 mètre, soit 36 par 62 pieds romains. Un tiers de la surface du podium correspond au pronaos et les deux autres tiers à la cella.
Le parement du podium est constitué de plaques de travertin solidaires grâce à des crampons métalliques. Derrière ce parement en travertin se trouve un mur porteur en tuf de l’Aniene, le noyau du podium étant constitué de strates de terre damée et de béton. Cette partie du temple n'a jamais connu de restauration importante. Le podium est décoré sur l'ensemble de son pourtour à l'exception de sa façade nord, à sa base et à sa partie supérieure, d'une corniche moulurée. Entre ces deux moulures, le parement est constitué d'une seule assise de plaques de travertin. La hauteur du podium au-dessus du sol antique est estimée à 2,70 m. Il est fondé sur le podium haut d'environ 6 m d'un temple plus ancien dont toute l'élévation supérieure a disparu. Lors de la reconstruction du temple de Portunus, le sol est rehaussé au niveau de cet ancien podium par du limon argileux renfermant du matériel archéologique du IIIe siècle av. J.-C.. Cette disposition permet de mieux protéger le temple des inondations du Tibre. Le sol de circulation du podium est constitué de plaques de tuf non conservées, excepté très localement dans la cella.

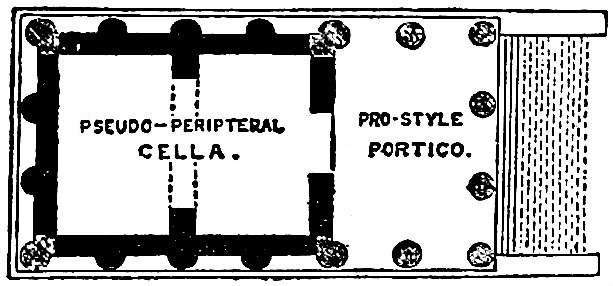
Les murs en noir sont en tuf et les murs en blanc sont en travertin.

Les bases de deux statues représentant les deux petits-fils d'Auguste (Caius et Lucius César) et datant de 2 av. J.-C. ont été mises au jour devant le podium en 1551 ; elles sont conservées aux musées du Capitole.
L'escalier d'origine, disparu avant le XVIe siècle, était constitué d'un noyau de béton parementé de manière inconnue ; comportant probablement une dizaine de marches et limité par deux avant-corps de maçonnerie prolongeant le podium, il n'occupait pas toute la largeur du temple. Il est reconstruit en briques au XXe siècle. Les bases des statues équestres retrouvées en 1551 prenaient peut-être place sur les ailes encadrant l'escalier.

### Pronaos

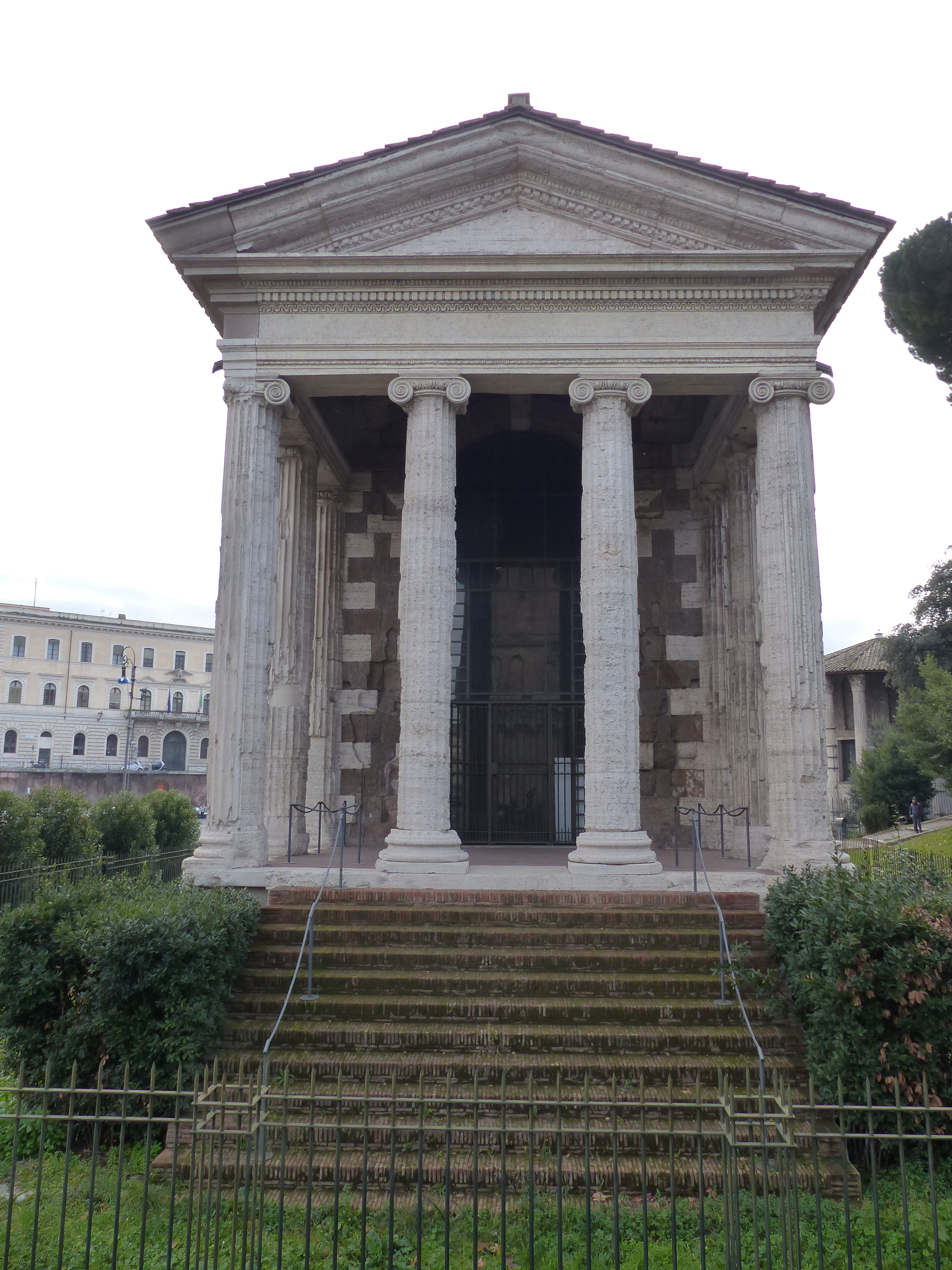
La façade nord du temple et le pronaos.

Coupe schématique des colonnes restaurées de la façade du temple.

Le pronaos mesure 10,56 m de large sur 6,63 m de profondeur, dimensions relevées au niveau de son sol de circulation. Il est limité par six colonnes libres, deux en façade nord, une sur chaque face latérale et deux aux angles nord-ouest et nord-est. Une restauration datant de l'époque impériale confère aux colonnes médianes de la face nord une structure particulière même si, extérieurement, elles apparaissent semblables aux autres. Leur base est composée de deux pièces rapportées qui viennent coffrer le tambour et ne supportent aucune charge.
Le tympan du fronton qui surmonte la façade nord est décoré de figures géométriques qui semblent avoir été préservées, voire restaurées dans leur état initial, au fil des réfections et des aménagements de l'édifice, le soin apporté à la restauration étant plus manifeste sur cette façade, monumentale et destinée à être vue, que sur les autres faces du temple.

### Cella

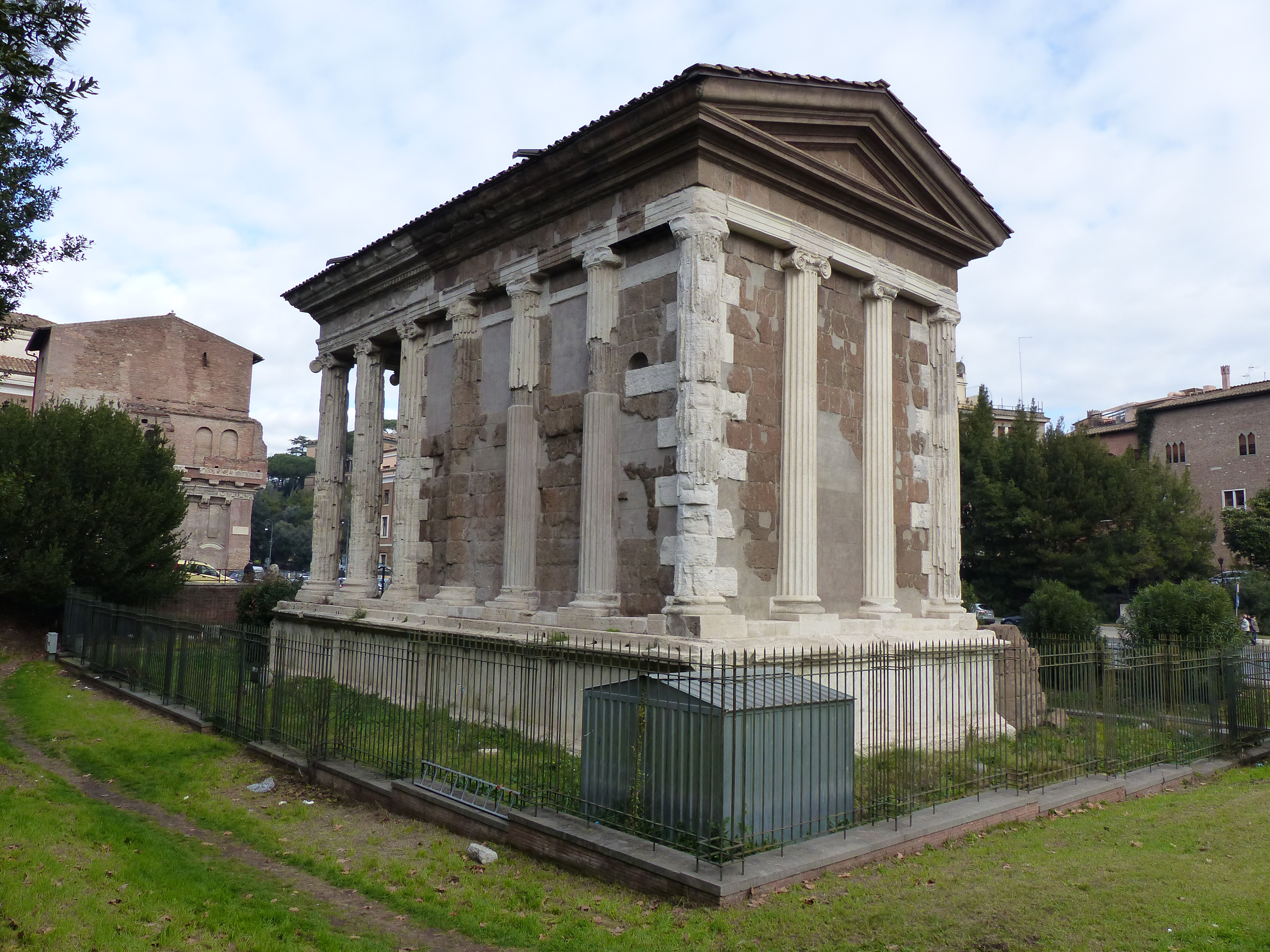
La cella du temple, vue du sud-ouest.

La cella est rectangulaire et s'ouvre par une porte dans le pronaos. Ses murs ont la particularité d'être d'épaisseur variable. Les deux murs latéraux, supportant la charge de la charpente et de la toiture, sont épais d'environ 1,185 m. Le mur méridional, qui ne supporte aucune charge, ne mesure que 0,60 m d'épaisseur alors que le mur de façade présente une épaisseur intermédiaire (0,90 m). Les colonnes engagées sont en réalité partie intégrante de la maçonnerie des murs dont elles soulignent simplement une variation locale d'épaisseur. Leur rôle est esthétique mais elles participent activement à la solidité de l'ensemble et supportent une part des charges de la charpente. Elles sont au nombre de cinq sur chaque côté.
Une architrave repose sur les colonnes et les murs. La hauteur des murs latéraux de la cella, depuis le sol du podium jusqu'à la base de l'architrave, est de 8,24 m. La porte d'entrée de la cella, en plein cintre, mesure 3,87 m de large pour une hauteur sous clé de 9,99 m mais cette porte n'a probablement pas conservé sa configuration antique.

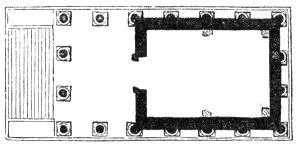
Plan de la cella (ca. 1830).

Les matériaux employés dans la maçonnerie de la cella sont le travertin pour les quatre colonnes d'angle et les assises de maçonnerie dont elles dépendent et le tuf de l'Aniene pour les autres maçonneries, murs et colonnes intermédiaires, exception faite de la base de ces dernières, en travertin. Sur la façade sud, les deux colonnes médianes sont des reconstructions modernes, revêtues d'un enduit au stuc qui reproduit leurs cannelures. Le parement, colonnes comprises, était recouvert d'un enduit de stuc blanc qui a presque entièrement disparu.
Le sol originel de la cella, constitué de dalles de tuf posées sur la terre damée, ne subsiste que sur une faible surface correspondant à l'emplacement du socle de la statue de la divinité tutélaire ; ailleurs, c'est un béton datant de 1966 qui est en place.

### Charpente et couverture
Le bon état de conservation du fronton de la façade nord permet de déterminer avec précision la pente formée par les deux versants du toit. Dans la configuration initiale du temple, un nombre non déterminé de fermes triangulaires supportent les chevrons et les pannes sur lesquelles prend appui la toiture en tuiles. Cette disposition a vraisemblablement peu changé au cours des siècles, malgré les réfections. Un plafond (disparu) supporté par des solives devait couvrir pronoas et cella.

### Bâtiments annexes

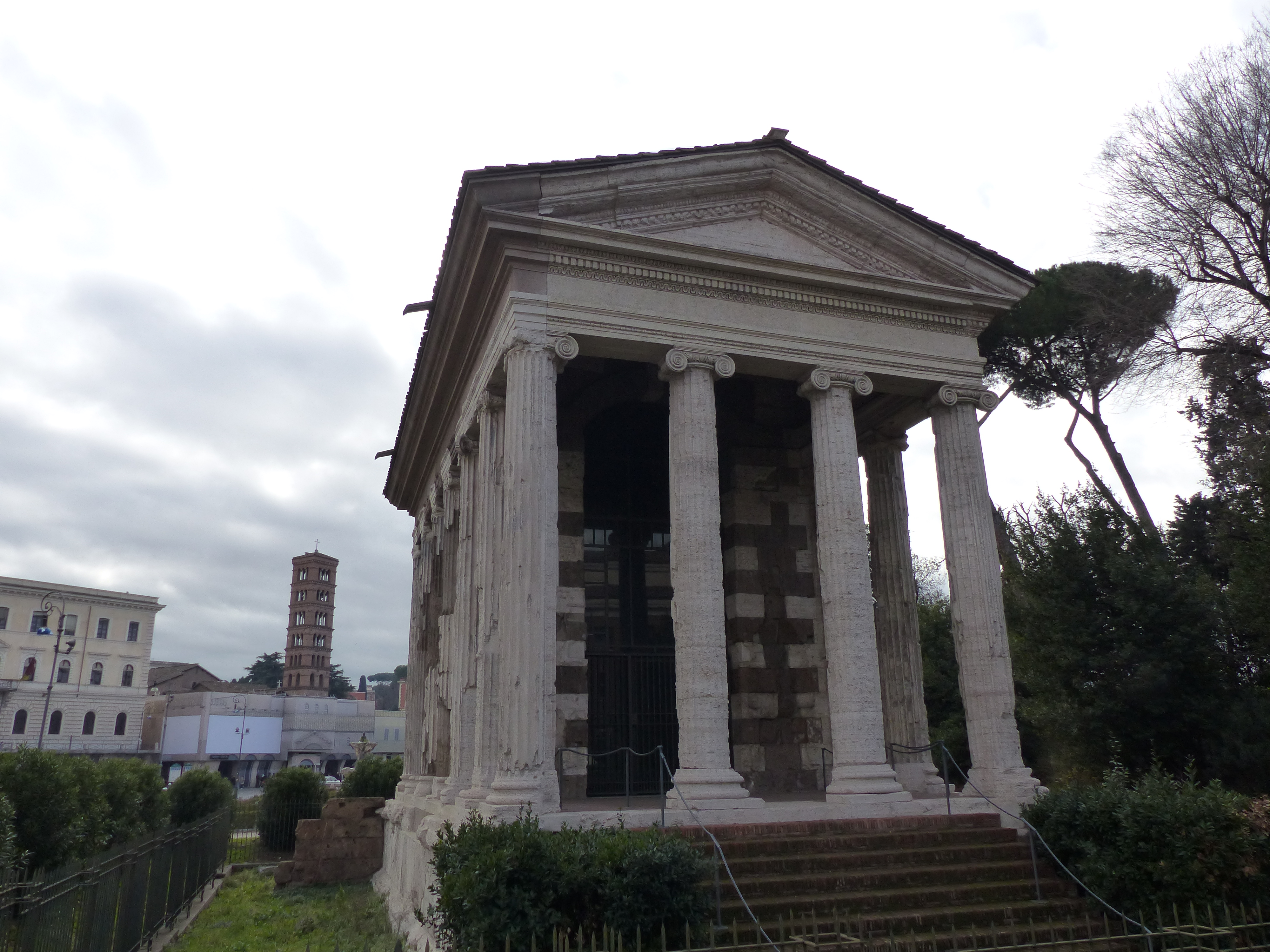
Mur du péribole à l'arrière-plan, à gauche.

Vers l'extrémité sud de la face est du podium, un départ de maçonnerie presque à angle droit est considéré comme l'amorce du mur délimitant un espace sacré (péribole). Dégagé sur une longueur d'environ trois mètres, l'analyse de ses structures montre qu'il est rigoureusement contemporain de la construction du podium sur lequel il prend appui. Sa longueur initiale est de 11,50 m. Il se raccorde alors à un mur d'une épaisseur de 1,30 m, parallèle au temple, et qui sert d'appui à une série de loges individuelles, peut-être de petits locaux commerciaux ou des abris pour les mariniers. Ce mur est conservé sur 33 m mais sa longueur initiale était plus importante sans qu'il soit possible de la préciser.
Alors que Jean-Pierre Adam admet que cette série de loges peut n'avoir existé qu'à l'est du temple, comme cela a pu être observé à Pompéi, les travaux de l’équipe du CIREVE (université de Caen) font apparaître un dispositif semblable de manière symétrique à l'ouest du temple sur les restitutions en 3D proposées, et John W. Stamper dans son ouvrage The Architecture of Roman Temples: The Republic to the Middle Empire fait le même constat.

## Études et fouilles archéologiques

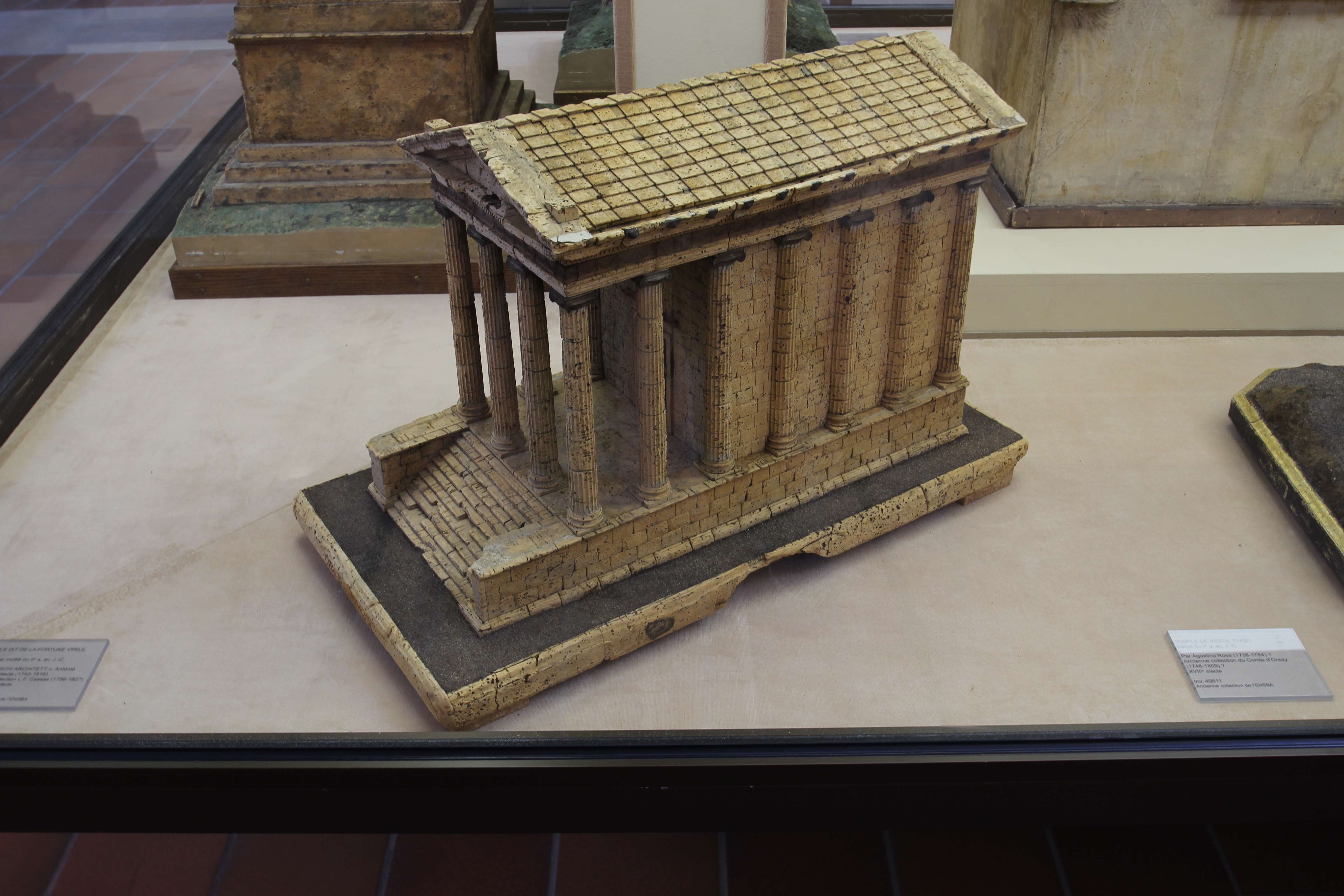
Maquette du musée d'Archéologie nationale.

De 1676 à 1681, Antoine Desgodets est missionné à Rome par Colbert pour dessiner les monuments susceptibles de servir de modèle aux architectes de Louis XIV. Il réalise des relevés du temple de Portunus d'une très grande précision, qu'il complète par des fouilles sommaires. Ses dessins ne représentent pas le temple dans son état du moment, mais restituent l'apparence supposée du monument dans l'Antiquité.
Une maquette du temple, en liège et terre cuite, est exposée au musée d'Archéologie nationale dans la salle de bal (salle d'archéologie comparée) du château de Saint-Germain-en-Laye. Confectionnée comme d'autres par l'architecte romain Antonio Chichi vers 1790, elle fait partie d'une collection rassemblée à la fin du XVIIIe siècle par Louis-François Cassas. Une autre, du même auteur, est exposée au musée ducal de Gotha. Ces maquettes semblent être les premières représentations en trois dimensions du temple, suivies aux XXe et XXIe siècles par d'autres maquettes (Plan de Rome par exemple) et des restitutions virtuelles (Centre interdisciplinaire de réalité virtuelle/Université de Caen).
En 1926, l'architecte italien Antonio Muñoz, en marge de la restauration qu'il a entreprise et au cours de laquelle il met au jour des fragments du décor médiéval, milite pour le dégagement de l'édifice et la création d'une « zone verte » autour du temple. Toutefois, le décor révélé par Muñoz, une fois exposé à la lumière et aux facteurs climatiques, se dégrade rapidement alors qu'auparavant il était protégé par des couches successives d'enduit ou par des pilastres plaqués contre le mur.

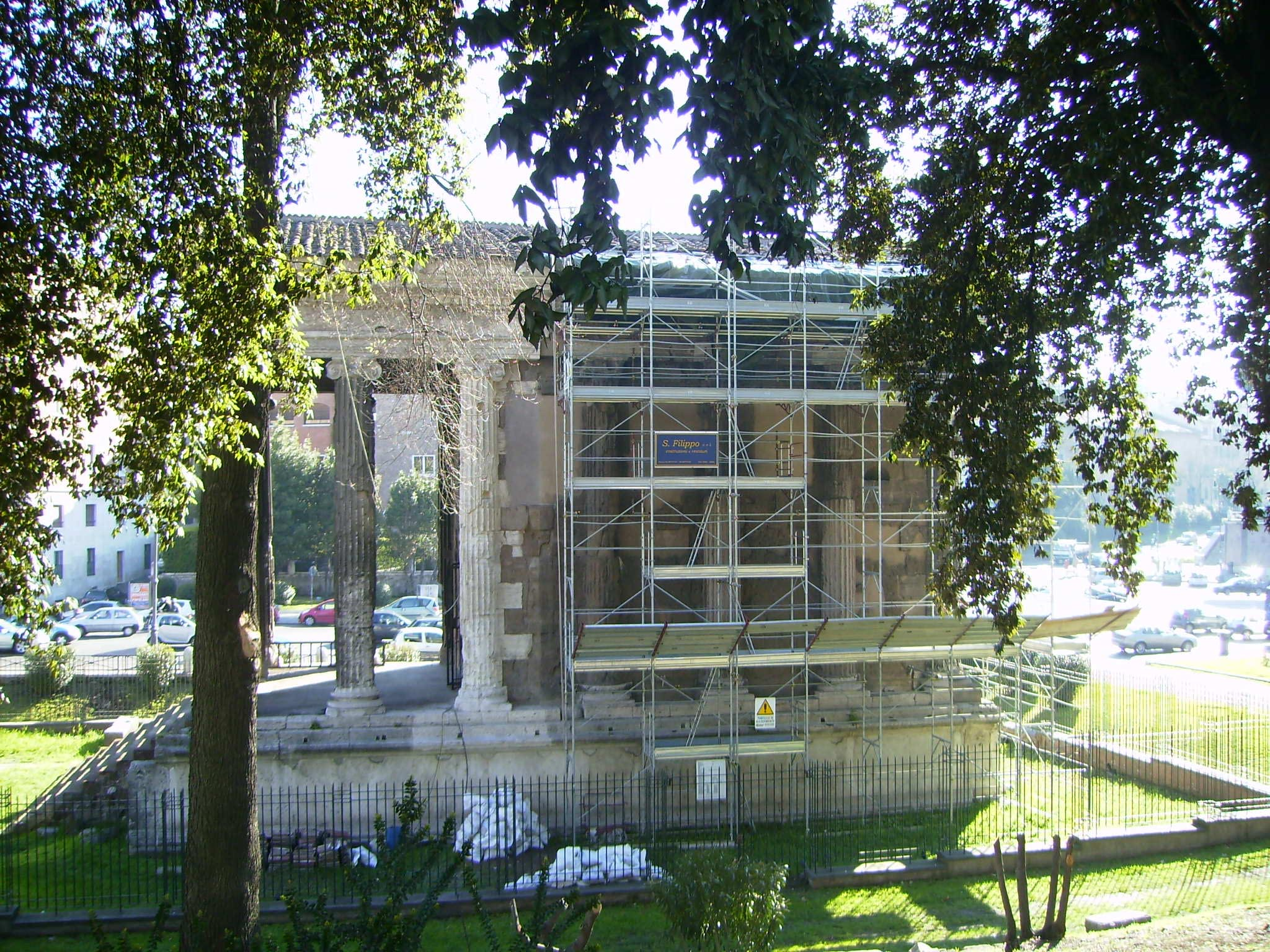
Travaux de restauration, en 2007.

Deux campagnes de fouilles font avancer de manière significative les connaissances sur le monument antique au XXe siècle. La première a lieu en 1930-1931 : elle consiste essentiellement en un dégagement et une restauration du temple. Les archéologues détruisent les bâtiments attenants, dégagent le porche en détruisant les entrecolonnements latéraux et, de manière générale, restaurent tous les murs de la cella. À l'occasion de cette fouille est mis au jour un podium plus ancien en tuf de Grotta oscura, ainsi que l’amorce de magasins voûtés sur le côté ouest du temple, situés sous le temple et datant tous deux de l'époque médio-républicaine. La seconde session a lieu en 1948. Les archéologues opèrent une série de sondages tout autour du temple, permettant la mise en évidence de magasins du côté est, contemporains du temple reconstruit, ainsi que des structures périphériques comme les murs du péribole ou la chaussée d’accès.
En 1966, des sondages exploratoires ont lieu dans le sol de la cella qui est refait pour l'occasion (béton incluant des fragments de céramique) tout comme est restaurée la face inférieure des murs intérieurs.
| Image externe |                                                                                           |
|               | Détail d'une fresque médiévale du temple sur le site du Fonds mondial pour les monuments. |

À partir de 2006, le temple est restauré en vue de son ouverture au public début 2009 ; à cette occasion sont mises au jour des fresques médiévales du VIIIe  ou  IXe siècle ; à cette époque, le temple vient d'être converti en église chrétienne. Conservées sur une surface de 14 m2, elles semblent consacrées à des épisodes de la vie de Marie.

## Temples homologues
Un temple homologue est construit à Tivoli, sous la dénomination « temple de la Sibylle », vers 150-125 av. J.-C., de forme également pseudopériptérale. Sa façade comprend quatre colonnes ioniques, cinq intégrées dans le mur de la cella sur les six qui composaient les côtés du temple.
Le temple d'Hercule construit au Ier siècle av. J.-C. à Cori est un temple dorique comparable à celui de Portunus. Sur ce monument, le pronaos est profond et la façade dispose de quatre colonnes, de neuf sur les côtés dont six intégrées à la cella.

Le temple de la Sibylle à Tivoli et le temple d'Hercule à Cori.
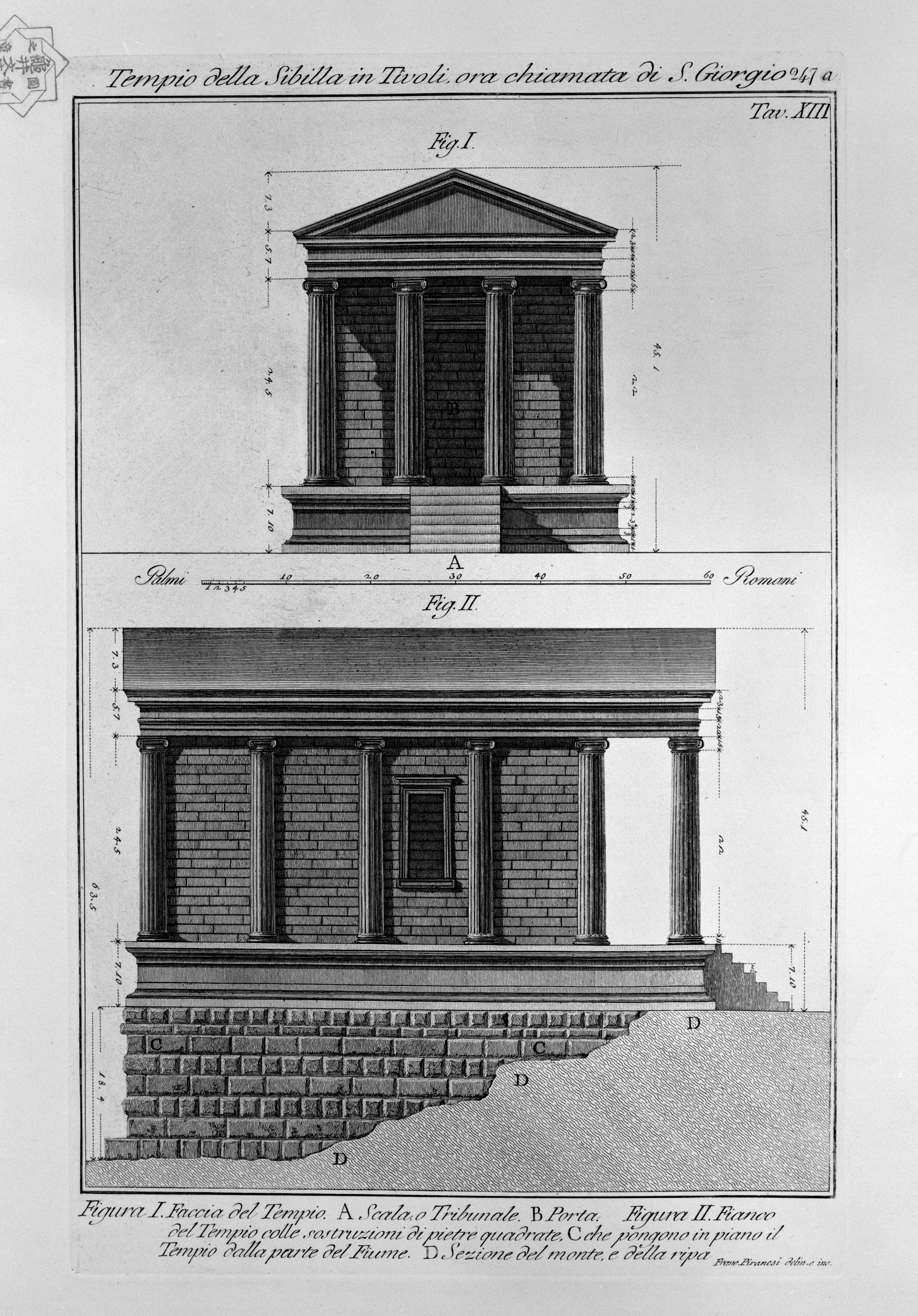
Temple de la Sibylle par Francesco Piranesi.
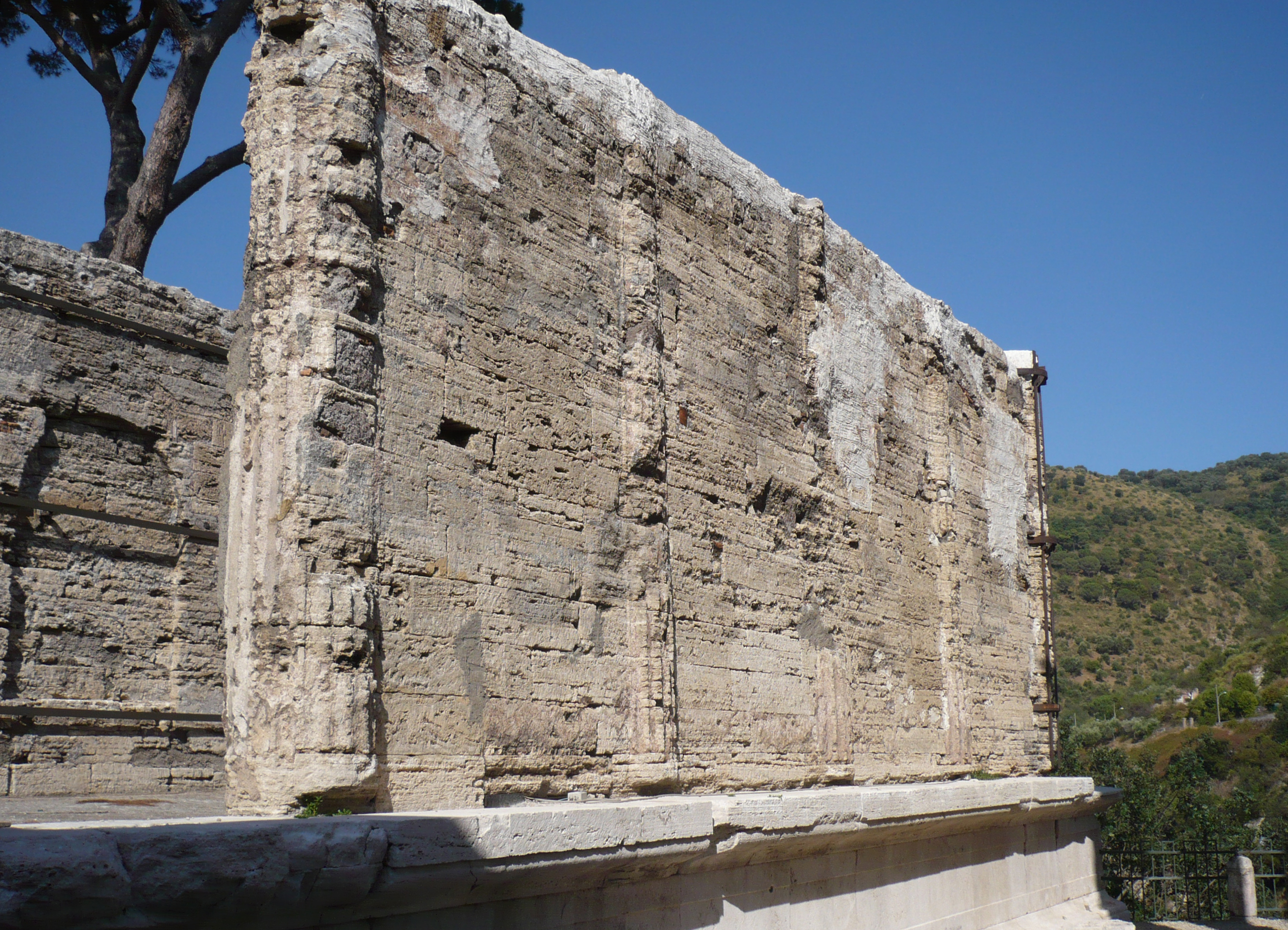
Détails du temple de la Sibylle.
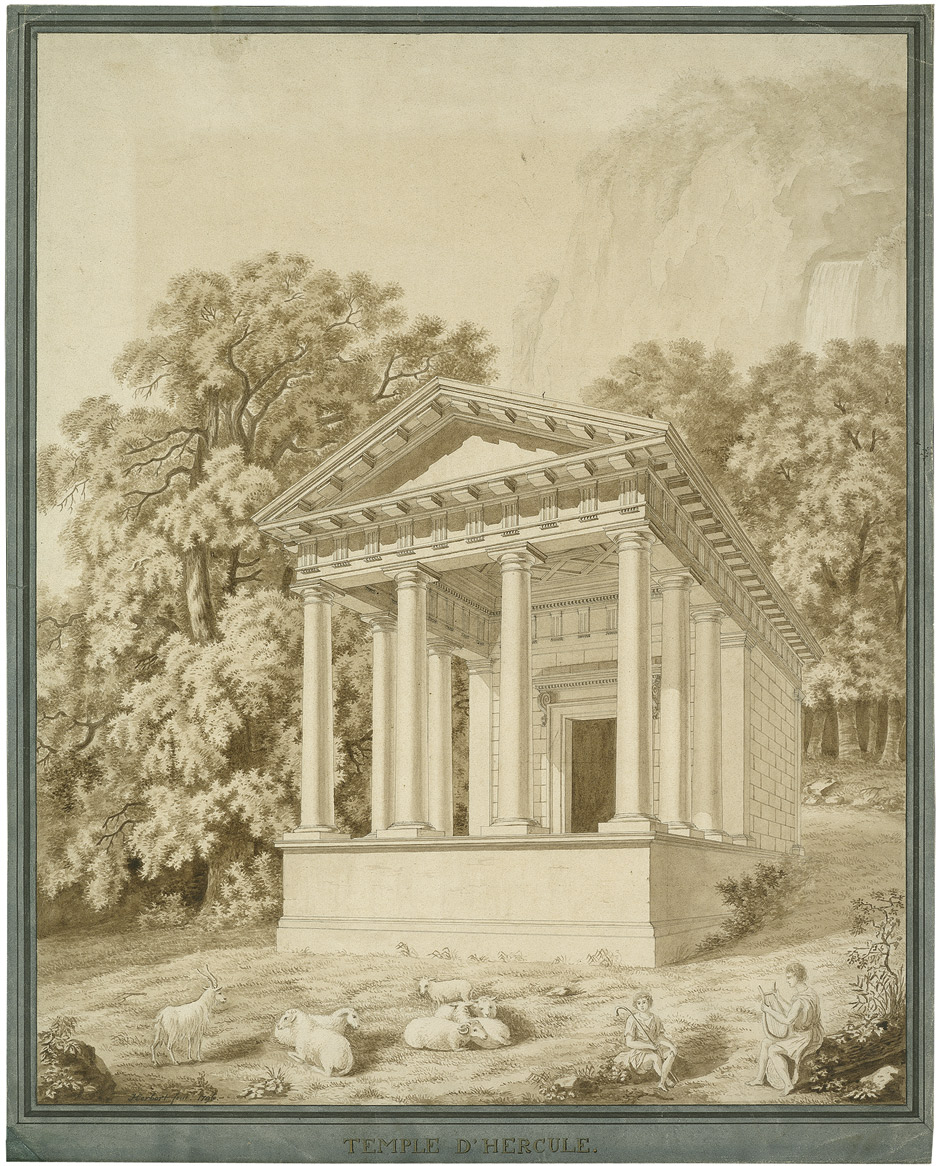
Reconstitution du temple d'Hercule à Cori (1796).